# Hysterochelifer urbanus
Hysterochelifer urbanus är en spindeldjursart som beskrevs av Clarence Clayton Hoff 1956. Hysterochelifer urbanus ingår i släktet Hysterochelifer och familjen tvåögonklokrypare. Inga underarter finns listade i Catalogue of Life.